# La Bête humaine (film)
La Bête Humaine is een Franse dramafilm uit 1938 onder regie van Jean Renoir. De film is gebaseerd op de gelijknamige roman uit 1890 van de Franse auteur Émile Zola.

## Verhaal
Wanneer Roubaud hoort, dat zijn vrouw Séverine naar bed gaat met haar chef om haar baan te behouden, besluiten ze samen om hem te vermoorden. Jacques Lantier, die een oogje heeft op Séverine, is getuige van de misdaad. Séverine gaat ook met hem naar bed, zodat ze er zeker van is dat hij zijn mond houdt.

## Rolverdeling
| Acteur            | Personage       | Beschrijving                   |
| ----------------- | --------------- | ------------------------------ |
| Jean Gabin        | Jacques Lantier | mecanicien op 'la Lison'       |
| Simone Simon      | Séverine        | vrouw van Roubaud              |
| Fernand Ledoux    | Roubaud         | onderstationschef van Le Havre |
| Julien Carette    | Pecqueux        |                                |
| Blanchette Brunoy | Flore           | jeugdvriendin van Lantier      |
| Jean Renoir       | Cabuche         |                                |